# Los Principios
Los Principios fue un diario argentino fundado el 22 de abril de 1894 y que cerró en forma definitiva el 28 de junio de 1982. Tuvo su primera sede en la calle 9 de julio al 241 de la ciudad de Córdoba y después se trasladó a Rodríguez Peña 460 de la misma ciudad. Su primer director fue el monseñor Juan Martín Yáñiz y Paz.

## Historia
Muchos cordobeses lo llamaban "el diario de los curas" pues su primer director fue monseñor Juan Martín Yáñiz y Paz y el periódico reflejaba el pensamiento ultraconservador del Arzobispado y del patriciado cordobés, en tanto La Voz del Interior (fundada en 1904), que representaba las ideas de la fracción más progresista del radicalismo, tenía una ideología liberal y anticlerical que alentaba una nueva relación de la Iglesia y el Estado, defendía la educación laica, el divorcio vincular, las libertades individuales, la libertad de cultos y otros temas propios de una apertura modernizadora. En la visión de Los Principios, el espíritu democrático de las instituciones, las normas sobre partición forzosa de la herencia y la creciente inmigración contaminaban la aristocracia cordobesa y “su pureza de sangre” al punto de advertir que incluso la elite tradicional estaba abandonando sus deberes fundamentales con la sociedad, las instituciones y la familia, señalando que “el ateísmo, el materialismo y la prédica inmoral incesante (…) produce lógicamente el relajamiento de todos los vínculos, respetos y deberes, la depresión de las costumbres, la ausencia de creencias y de ideales (…)”.
En abril de 1918 el presidente Hipólito Yrigoyen intervino la Universidad Nacional de Córdoba y nombró para esa misión al doctor José Nicolás Matienzo. El Ministerio de Justicia e Instrucción Pública de la Nación aprobó el 7 de mayo una reforma del Estatuto que estableció que el rector sería nombrado por la Asamblea Universitaria integrada por la totalidad de los docentes en lugar de serlo solamente por los vitalicios. La elección en tercera votación para ese cargo Antonio Mores, apoyado por sectores tradicionales, desplazando al candidato estudiantil Enrique Martínez Paz, hizo estallar un conflicto que incluyó la ocupación de edificios universitarios por estudiantes, represión gubernamental, detenciones y procesos penales. Este movimiento reformista que levantaba las banderas de la autonomía universitaria, el cogobierno, la libertad académica, la vinculación con el resto del sistema educativo y elección de docentes por concurso, fue objeto de una defensa acérrima por La Voz del Interior y una crítica no menos fuerte por Los Principios.
Cuando en enero de 1919 se produjo en Buenos Aires un conflicto gremial que se inició con una huelga en los Talleres Vasena y alcanzó un elevado grado de violencia y represión, casi no hubo repercusión gremial en Córdoba pero Los Principios reclamaba a sus lectores en su primera plana, “¡Argentinos, repudiad el soviet!” calificando los sucesos de Buenos Aires como movimiento “ácrata-terrorista”. El 14 de enero de ese año un grupo de personas atacó el local de La Voz del Interior con gritos contrarios a “los maximalistas” causando graves daños materiales que impidieron su salida durante 9 días y Los Principios reflejó la versión policial que acusaba a aquella publicación de instigar “actos depresivos a nuestra nacionalidad”.
La línea editorial de Los Principios en la década de 1920 siguió el camino de los sectores clericales y apoyó los diversos gobiernos siempre que no se atacaran los dogmas. Su estilo, incluso en las notas críticas, nunca fue de combate y resaltaba  que el diario no tomaba posición en la vida política partidaria de la provincia cordobesa. Fue uno de los diarios que apoyó el golpe de Estado del 6 de septiembre de 1930 aludiendo al “patriotismo de los militares argentinos” que lo realizaron, convocó para el día 9 de septiembre en su primera plana a la manifestación en homenaje al ejército y al día siguiente destacó la adhesión entusiasta de los representantes del clero.
En la acera política opuesta, La Voz del Interior el 6 de septiembre afirmaba que no era “la hora de las armas” en el país sino la de la democracia, y al día siguiente junto con la noticia del golpe  destacaba la ausencia de precisiones en el discurso de los golpistas. El director del diario fue detenido y a partir del día 9, en paralelo con las muestras de adhesión popular al golpe que se evidenciaban, cambió su posición por una de apoyo.
Cuando se convocó a elecciones presidenciales, Los Principios apoyó la candidatura del general Agustín Pedro Justo a nivel nacional y a la fórmula del Partido Demócrata en lo local, al tiempo que criticaba a la Alianza Civil, también llamada Alianza Democrática Socialista, coalición política creada en 1931 por el Partido Demócrata Progresista y el Partido Socialista para sostener la candidatura de Lisandro de la Torre. Esta crítica la realizaba en consonancia con la pastoral que dio a conocer el Episcopado argentino días antes de las elecciones manifestando que los católicos no podían votar por candidatos que propiciaran la separación de la Iglesia y el Estado,  la derogación de las disposiciones legales que reconocen los derechos de la religión, el laicismo escolar y el divorcio.

## Propuesta de museo
En 2012 la antigua sede del periódico de Rodríguez Peña 460 se había convertido en un viejo galpón abandonado que conservaba la rotativa, linotipos y demás máquinas del diario que los exempleados pedían fueran recuperados y exhibidos en un museo.